# 쥐손이풀속
쥐손이풀속(geranium)의 식물은 쥐손이풀과의 여러해살이풀로, 420여종이 존재하고 있다. 학명이 게라니움(Geranium)이지만, 일반적으로 관상용으로 많이 재배하는 "제라늄(geranium)"이라고 불리는 식물은 사실 제라늄속(Pelargonium)속의 식물이다. 처음 린네가 쥐손이풀과의 식물들을 분류할 때에, 쥐손이풀속과 제라늄속의 식물을 쥐손이풀속의 단일 속으로 묶었으나, 1789년 샤를 레리티에르(Charles L’Héritier)에 의해서 제라늄속이 분리되었다.
유라시아와 북미 지역이 원산지로, 일부는 열대 기후에서 자생하는 것에서부터, 추운 겨울을 날 수 있는 숙근초까지 다양한 종류가 있다. (대부분이 월동 불가능한 제라늄속과는 대조되며, 원예쪽에서는 쥐손이풀속의 화초를 숙근 제라늄(Hardy geranium)이라고 부르기도 한다.) 줄기는 30cm에서부터 1미터까지 다양하며, 잎은 단풍잎처럼 깊이 5열로 갈라지는 형상을 하고 있으며, 각각의 열편은 피침형으로 톱니 형태로 잘게 갈라져 있다. 꽃은 여름부터 초가을까지 피며, 꽃잎은 5매로 좌우대칭형이다. 제라늄속의 식물과는 달리, 꽃이 줄기 곳곳에 산개해서 피며, 씨방은 긴 부리모양을 하고 있는데 완숙하면 급격히 파열하여 씨앗을 쉽게 퍼트릴 수 있는 구조로 되어 있다. 쥐손이풀속 식물들의 영문 명칭인 크레인스빌(Cranesbill)은 씨방의 모습이 마치 학의 부리를 닮았다 하여 지어진 명칭이다.